# Németh Tibor (bábművész)
Németh Tibor (Konyár, 1949. április 1. – Budapest, 2024. május 10.) magyar bábművész, színész.

## Életpályája
A Bábszínészképző Tanfolyamot 1977-ben végezte el. Pályáját az Állami Bábszínháznál kezdte. 1992-től a Kolibri Színház alapító tagja. 1996-ban megkapta a társulat díját (Kolibri Úr). Vendégként játszott a Holdvilág Kamaraszínházban is.
Testvére: Németh László színművész.

## Színházi szerepeiből
- Carlo Gozzi – Heltai Jenő: Szarvaskirály... Brighella
- William Shakespeare – William Rowley – Fábri Péter: Merlin születése, avagy a gyermek meglelte atyját... Cador; Merlin, a próféta
- William Shakespeare – Arany János: Hamlet... Guildenstern
- Sławomir Mrożek: A nyílt tengeren... A kövér hajótörött (Holdvilág Kamaraszínház)[3]
- Jan Lewitt – George Him – Urbán Gyula: Hupikék Péter... Jeff
- Maurice Maeterlinck: A kék madár... Kenyér
- Hugh Lofting – Békés Pál: Dr. Dolittle cirkusza... Tu-tu bagoly
- Tor Åge Bringsvaerd: Locspocs és a Bolygó Hollandi... Bolygó Hollandi
- Kenneth Grahame – Fábri Péter: Békafalvy Béka... Mozdonyvezető
- Erich Kästner – Béres Attila – Novák János: A két Lotti... Gabele festőművész, szomszéd
- Arany János – Jékely Zoltán: Toldi ... Toldi Miklós
- Lázár Ervin: Berzsián és Dideki... Berzsián
- Görgey Gábor: Hektor, a hőscincér... Csimasz
- Tarbay Ede: Varjúdombi meleghozók... Sluga Márton
- Török Sándor – Horváth Péter: Kököjszi és Bobojsza... Szögletes bácsi
- Szőcs Géza: Ki lopta el a népet?... ellenkortes; katona;  Kovács Esváry; Petur bán
- Pozsgai Zsolt: Bakkfy és a csúnya királykisasszony... Agyinagyi professzor; Moderato
- Hans Christian Andersen – Zalán Tibor – Novák János: sHÓwKIRÁLYNŐ... Ördög
- Mark Twain – Zalán Tibor: Királyfi és Koldus... Bandavezér
- Selma Lagerlöf: A karácsonyi rózsa legendája... János apát
- Thomas Mann: Mario és a varázsló... szereplő
- Paul Gallico – Horváth Péter: Macska voltam Londonban... Öregember

## Filmes és televíziós szerepei
- Csontváry (film) (1975)
- Csipike, az óriás törpe (1984)... Vadkan
- Árgyílus királyfi és Tündér Ilona (1984)... Ördögfiú
- Kémeri (sorozat)

- A nuncius látogatása című rész (1985)
- A csodálatos nyúlcipő (1987)... Szimat rendőr
- Dörmögőék kalandjai (sorozat)

- A homokvár című rész (1987)... Gyík
- A gyűjtögetők című rész (1987)... Hörcsög
- Bakkfy és a csúnya királykisasszony
- Hanussen (1988)
- Sobri, ponyvafilm (2002)... Darnai Kálmán
- Született lúzer (sorozat)

- Postai tragikomédia című rész (2008)... Trafikos
- A sakkverseny (2015)